# Baltiska geodetiska kommissionen
Baltiska geodetiska kommissionen var sammanslutning av geodeter i Östersjöländerna som bildades 1924 i Helsingfors på initiativ av Ilmari Bonsdorff vid Geodetiska institutet i Finland. 
Baltiska geodetiska kommissionen hade till uppgift att i medlemsstaterna främja utförandet av geodetiska mätningar enligt enhetliga principer och att bland annat skapa en trianguleringskedja kring Östersjön. Verksamhetsavtalet uppgjordes på tolv år och förlängdes 1936. Då organisationen upplöstes 1948, hade man i stort sett uppnått de ursprungligen uppställda målen.